# Андрієвка (Кемеровський округ)
Андрі́євка (рос. Андреевка) — село у складі Кемеровського округу Кемеровської області, Росія.

## Населення
Населення — 1229 осіб (2010; 1124 у 2002).
Національний склад (станом на 2002 рік):
- росіяни — 78 %